# María Jesús Abad Tejerina

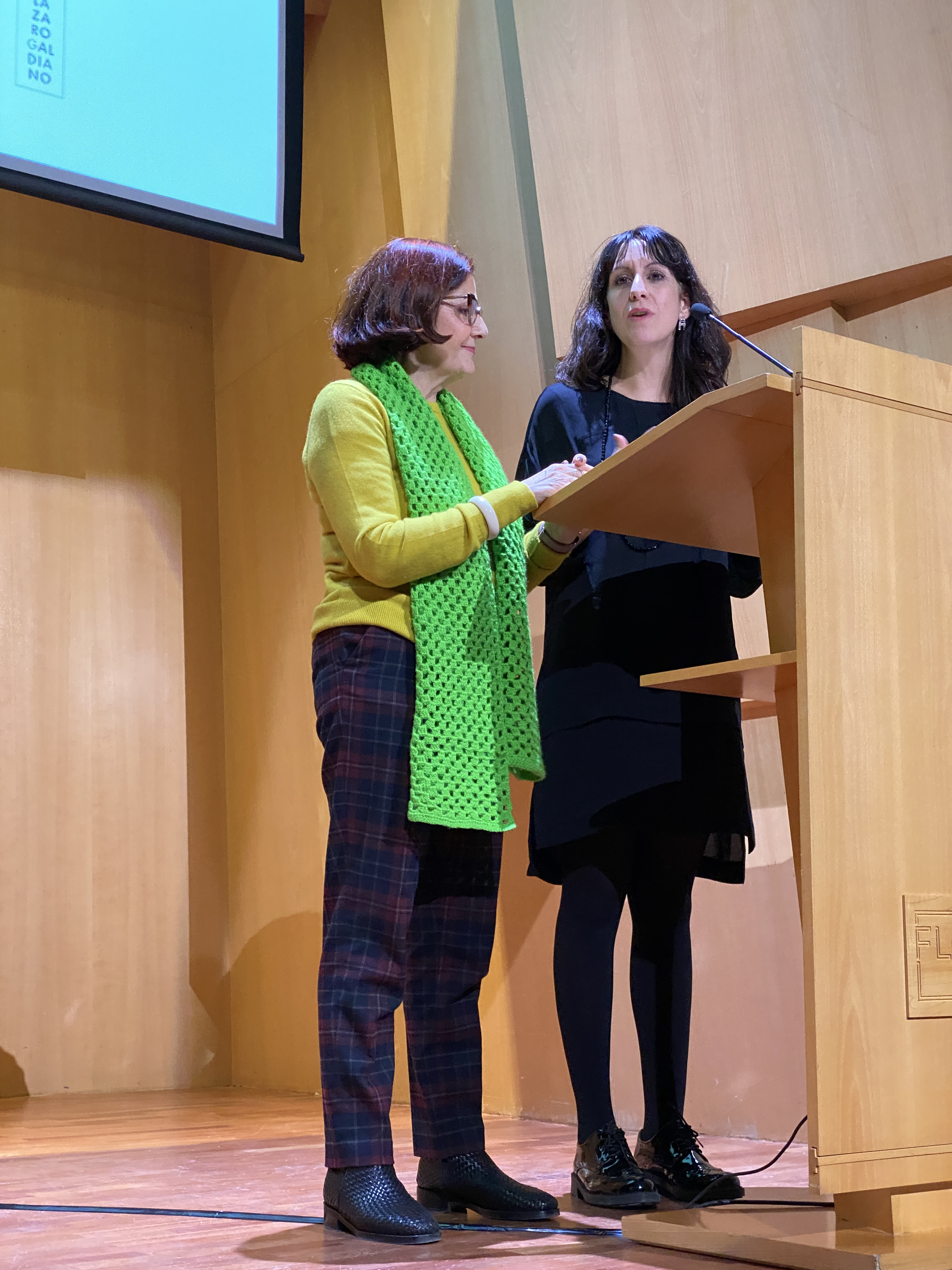
En el Museo Lázaro Galdiano, en la gala Mav 2022

María Jesús Abad Tejerina (Madrid, 12 de julio de 1955) es una artista e investigadora española que ha creado programas de estudios transdisciplinares aplicados a la enseñanza en diversas facultades de Bellas Artes. También ejerce como comisaria de exposiciones de arte universitario.

## Formación
En enero de 1978 se graduó en "Artes aplicadas y oficios artísticos" en la Escuela de Artes Aplicadas de Madrid, en la especialidad de fotografía artística, recibiendo clases de la Premio Nacional de Fotografía Cristina García Rodero. En octubre de 1988 se licenció en Bellas Artes en la especialidad de pintura en la Universidad Complutense de Madrid. Entre los años 1976 y 1985 se trasladó a vivir a Alemania con su familia, donde aprendió alemán e ikebana. En el año 2000 se trasladó a vivir a Boston, para estudiar en la Universidad de Harvard, Estados Unidos y en el año 2002 regresó a España para doctorarse en Bellas Artes en la Universidad Complutense de Madrid con la tesis "Aplicaciones didácticas de la educación plástico-visual en el marco de la educación no formal".

## Docencia e investigación
Ejerce como docente de asignaturas relacionadas con las enseñanzas plásticas, creatividad, y forma, color y luz en la licenciatura de Bellas Artes en la universidad CES Felipe II de Aranjuez y en la Universidad Rey Juan Carlos de Fuenlabrada en Madrid. Impartiendo asignaturas como Análisis y prácticas artísticas en una sociedad global intercultural. Flujos de Globalización. Aplicaciones de las prácticas de la creatividad a través de métodos experimentales.
Aparte de desarrollar su carrera como docente, también es investigadora en diversos campos, como por ejemplo la relación del cuerpo humano con el espacio en el arte dirigiendo varios programas con la colaboración de artistas invitados. Mediante estudios transdisciplinares aborda los proyectos "Conversaciones con el paisaje en Montenmedio", "Conversaciones con el paisaje en el humedal de Coslada" entre otros.
Pertenece al grupo de investigación CEMIRA-Desarrollo Humano (Centro de Estudios sobre Migraciones, Racismo y Desarrollo Humano).
Organiza múltiples exposiciones con sus alumnos desarrollando proyectos expositivos en colaboración con entidades públicas y privadas con un marcado contenido social. En estas exposiciones el diseño, montaje, socialización y evaluación de las exposiciones de alumnos son comisionadas por profesores y cuentan con el apoyo docente como acercamiento al ejercicio profesional en los cursos previos a la obtención del título de licenciatura.

## Obra
Como artista, sus proyectos abarcan campos multidisciplinares en los que investiga las relaciones humanas reconstruyendo historias como en la serie "Arma-Rios de Mujer", un trabajo artístico antropológico que muestra en 13 trípticos a 13 mujeres desnudas al lado de su armario abierto junto con un inventario de lo que contiene.

Otro proyecto significativo iniciado en 2009 se titula "Palomas, Abrir la jaula". Este proyecto contiene 3 diferentes niveles de lectura, el primero hace referencia a la palabra paloma como lenguaje visual, un segundo nivel nos remite a su lectura conjunta, a la manera de presentarlo, todos los marcos son diferentes pero del mismo color y un tercer nivel intenta hacer estallar el sistema desde dentro. 
Según Abad declaró en el año 2013 en una entrevista para la revista de la Feria de arte contemporáneo ARCO, "Para llegar a las personas que realmente pudiesen estar interesadas en mi obra necesitaría un enorme poder mediático. No son obras para colocar en un salón. son piezas relacionadas con las antropología o investigación visuales sobre la cultura de límites". "El artista, generalmente se hace eco de lo que vive y lo que siente".
Miembro del proyecto de Investigación sobre Arte y Naturaleza: Conversaciones con el Paisaje, consiste en intervenciones artísticas efímeras en relación con el lugar. El territorio como imagen y  proceso. Una de las intervenciones denominada Mapa Topoético fue realizada en el año 2021 y recogida en el documental de Televisión Española TV2 con el título  El Escarabajo Verde.

## Publicaciones
- I Jornadas el Cuerpo como Medida.[10][11]
- O sangre na representacao visual contemporánea: do corpo do carbono ao corpo de silicio. En Arte e Violencia: Ensayos en movimiento, Ed. UFV Vicosa/ Brasil. ISBN 978-85-7269-562-6.
- Kaos y Arte: memes en: 967ARTE DI SI n.º 10. Ed ACDA. ISSN 1889-0806 Albacete.
- 967ARTE CAOS nº 11. Ed ACDA. ISSN 1889-0806.
- El Blog como herramienta en la evaluación cooperativa. En Proyectos de Innovación docente y experiencias educativas con TIC. Ed Dykinson. ISBN 978-84-9085-548-5.
- Las Moradas: Catálogo de la exposición. Ed PeiPe. ISBN 978-84-89315-88-4.[12]
- A ti y a otras 1.000.000 millones de personas más os gusta esto. La socialización de la imagen artística a través de la red de Internet. Ed. Universidad Carlos III de Madrid (en prensa).
- La caligrafía china desde la perspectiva occidental, en el periódico chino OUHUA.

## Exposiciones comisariadas
- En 2013 comisarió la exposición colectiva bajo el lema "NO ME RECORTE MÁS" donde "se trata de denunciar la crisis que afecta a nuestro país y las medidas adoptadas por el gobierno que, lejos de resolverla, están perjudicando gravemente a millones de personas" en el CES Felipe II de Aranjuez.[13][14]
- En 2015 “El final de la oscuridad y lo diverso”, "Ejem! Tree" en la Galería Liebre.[15]
- En 2016 el proyecto “Cantera Tabacalera. Residencia de artistas emergentes" ofreció a una selección de jóvenes licenciados la posibilidad de construir, mediante instalaciones, un espacio donde mostrar sus últimos proyectos.
- En el mismo año 2016, Memorias de Atelier” del artista Miguel Ángel González en el Centro Cultural Galileo, “Umm…Tree” en la Galería La Lisa en Albacete.[16][17]
- En 2017 “Reflejos del presente” Arte Universitario, Centro Cultural Isabel de Farnesio de Aranjuez.[18]

## Jurado en Premios
Ha sido jurado en diversos premios, los más relevantes sonː  
Jurado en el Premio Nacional de Artes Plásticas (2016)
Jurado en el Premio Velázquez de Artes Plásticas (2020)